# Basler Fasnacht

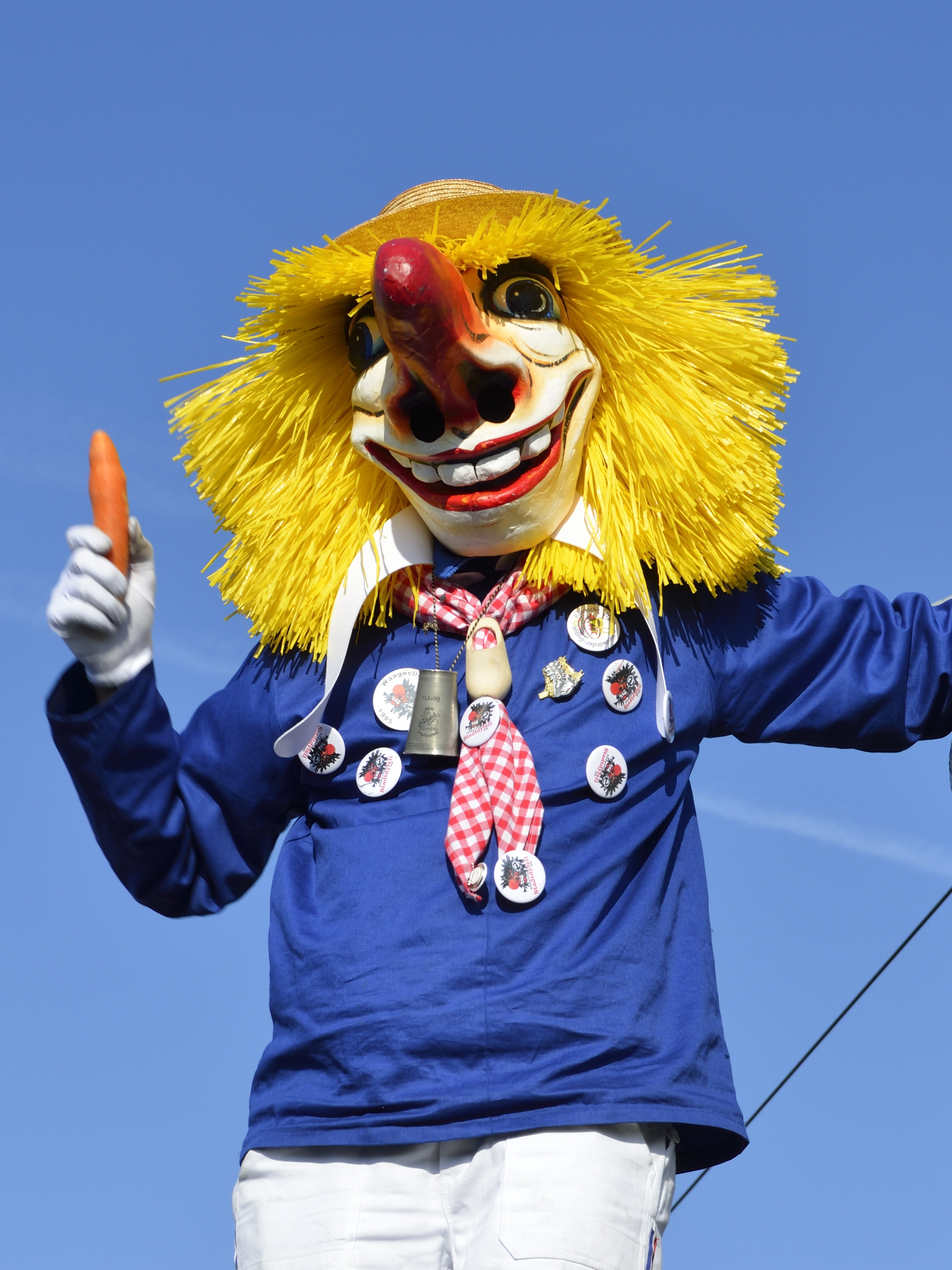
Traditionelle Figur der alemannischen Fastnacht, die Waggis mit Maske, genannt Larve

Die Basler Fasnacht, lokal auch die drei scheenschte Dääg (die «drei schönsten Tage») genannt, ist die grösste Fasnacht der Schweiz. Sie beginnt am Montag nach Aschermittwoch um 4 Uhr morgens mit dem Morgestraich, dauert exakt 72 Stunden und endet also am Donnerstagmorgen wiederum um 4 Uhr mit dem Ändstraich. In dieser Zeit wird die Basler Innenstadt von den Fasnächtlern beherrscht, die mit ihren Cliquen und Guggenmusiken durch die Strassen, Kneipen und Geschäfte ziehen.
Im Jahre 2017 ist die Basler Fasnacht in das immaterielle Weltkulturerbe der UNESCO aufgenommen worden.

## Schreibweise
Das Wort Fasnacht geht zurück auf das mittelhochdeutsche vastnaht, also Fasten-Nacht, Vorabend zur Fastenzeit. Vor allem im süddeutschen Raum wurde das t aber schon früh eliminiert, im Mittelalter wurde im Gebiet der heutigen Schweiz fast ausschliesslich Fasnacht ohne t geschrieben. Ab dem 17. Jahrhundert wurde auch im Gebiet der heutigen Schweiz zunehmend die deutsche Standardsprache als einheitliche Schriftsprache eingeführt und damit vermehrt Fastnacht mit t geschrieben. Erst in neuerer Zeit wird in der Schweiz wieder konsequent Fasnacht ohne t geschrieben. Das Basler Fasnachtscomité änderte 1925 die Schreibweise von Fastnacht zu Fasnacht.

## Fasnachtstermin
Ursprünglich war die Fasnacht ein Fest, um noch einmal «auf den Putz zu hauen», bevor die entbehrungsreiche vierzigtägige vorösterliche Fastenzeit begann. Ausserdem wurden dabei auch die Vorräte an verderblichen Speisen aufgebraucht. Die Einhaltung des Fastengebots war im Mittelalter obligatorisch. Der ursprüngliche christliche Brauch verlangte, an den vierzig Tagen vor dem Ostersonntag zu fasten. Dieses Fastengebot wurde 1091 von der Synode von Benevent dahingehend abgemildert, als dass fortan an Sonntagen das Fasten unterbrochen werden durfte. Weil aber weiterhin vierzig Tage gefastet werden sollte, verschob sich der Beginn der Fastenzeit auf den sechs Tage früheren Aschermittwoch.
Diese Änderung stiess nicht überall auf Gegenliebe, und so bestanden fortan zwei Fasnachtstermine nebeneinander: Zum einen die «Herren-» oder «Pfaffenfasnacht», die sich am Beschluss des Konzils von Benevent orientierte, zum anderen die «Bauernfasnacht» am ursprünglichen Termin. Die Bezeichnungen deuten schon an, dass erstere vor allem von den wohlhabenderen Kreisen, letztere vom gemeinen Volk begangen wurde. Bis heute ist auch die Redewendung gebräuchlich: Kunnsch hindedryy wie die alt Fasnacht! («du bist zu spät wie die alte Fasnacht»).
Die Basler Fasnacht findet also zum «Bauernfasnachtstermin» statt. Zur Frage, wann und wieso sich in Basel dieser durchgesetzt hat, gibt es bis heute keine überzeugende Erklärung. Auch im übrigen alemannischen Raum haben sich bis heute viele Bräuche der Bauernfasnacht erhalten. Die weit verbreitete Meinung, der abweichende Fasnachtstermin hänge mit dem Wechsel vom julianischen zum gregorianischen Kalender zusammen, ist falsch. Das ergibt sich schon allein daraus, dass beim Kalenderwechsel 10 Tage übersprungen wurden, was mit dem Fasnachtstermin nicht in Übereinstimmung zu bringen ist.
Im Jahr 1529 erklärte sich Basel offiziell zur reformierten Stadt. Damit wurden unter anderem das Fastenobligatorium abgeschafft und die Fasnacht verboten. Anders als in anderen reformierten Orten konnte die Obrigkeit in Basel aber das Fasnachtsverbot nicht durchsetzen. So blieb die Basler Fasnacht als einzige «protestantische Fasnacht» der Schweiz erhalten. Es kursieren viele Anekdoten, wie die evangelische Kirche bis in die neuere Zeit vergeblich gegen die Fasnacht und den damit verbundenen Sittenzerfall predigte. Auch die Obrigkeit versuchte verschiedentlich, die Fasnacht zu verbieten, und verhängte teilweise empfindliche Strafen, wohl auch darum, weil sie das subversive Potential der Fasnacht fürchtete; doch alle diese Verbote hatten keinen dauerhaften Erfolg. Teilweise wurde das Verbot unter dem Deckmantel von Zunftessen und zünftigen Waffenmusterungen umgangen, worin der Grund für die teilweise militärischen Anklänge der Basler Fasnachtsbräuche liegt.
Zählt man im Kalender, ausgehend vom Ostersamstag (andernorts auch Karsamstag genannt) als letztem Fastentag, vierzig Tage zurück, so landet man beim Basler Fasnachtsdienstag als erstem Fastentag. Damit beginnt die Basler Fasnacht am Montag zwar am «korrekten» Datum, dauert dann aber bis in die Fastenzeit hinein. Das ist aber kein Widerspruch, denn einerseits ist die heute aktuelle Form der Fasnacht, also die Dauer von drei Tagen, mitnichten eine uralte Tradition, sondern hat sich erst in jüngerer Zeit entwickelt, und andererseits war die Fastenzeit seit der Reformation in Basel ohnehin abgeschafft.
Der frühestmögliche Termin für den Morgestraich ist der 9. Februar, der spätestmögliche der 15. März.

## Überblick
Die Basler Fasnacht – im Folgenden einfach Fasnacht genannt – unterscheidet sich stark vom rheinischen «jecken» Karneval. Dafür sorgt schon die strikte Trennung zwischen Aktiven und Zuschauern.
Jeder der ca. 18'000 aktiven Fasnächtler trägt ein Kostüm mit einer Larve (Maske). Darunter werden das Gesicht und der gesamte Körper verdeckt, der Träger des Kostüms ist nicht zu erkennen. Es gehört zum guten Ton, dass ein Fasnächtler sich nicht in der Öffentlichkeit erkennen lässt. Die Cliquen tragen, ausser beim «Morgestraich» und am Fasnachts-Dienstag, einheitliche Kostüme, die meist dem Sujet (Thema) der Clique angepasst sind. Oft sind die Larven Personen des öffentlichen Lebens (Politikern und anderen Prominenten) nachempfunden, manchmal auch Comic-Figuren oder Tieren. Es gibt aber auch traditionelle Larven, etwa jene die an die französische Armee der Napoleonischen Kriege erinnern, Harlekine, Alte Tanten oder die vor allem bei Einzelpersonen und Wagencliquen beliebten Waggis-Larven.
Am auffälligsten sind die Pfeifer- und Tambouren-Cliquen. Diese spielen bei ihrem Gang durch die Innenstadt Märsche, ihre Piccoloflöten werden vom Rhythmus ihrer Basler Trommeln begleitet. Die Basler Innenstadt wird somit in diesen drei Tagen zum Platz des grössten Pfeiferkonzerts der Welt. Eine Clique besteht meist aus einem «Vortrab» (Platzmacher), den Pfeifern, dem Tambourmajor (Dirigent) und den Tambouren (Trommlern). Die Cliquen folgen dabei keinen bestimmten Routen (ausser am Cortège). Es kommt dabei immer mal vor, dass sich der Weg mehrerer Cliquen kreuzt. In dem Fall bleibt eine Clique stehen und wartet, bis die andere passiert hat. Steht man als Zuschauer einer Clique im Weg, wird man vom «Vortrab» freundlich beiseitegeschoben.
Neben den pfeifenden Cliquen nehmen Guggenmusik-Gruppen mit Blechblasinstrumenten an der Fasnacht teil. Diese sind allerdings nicht beim «Morgestraich» anzutreffen, sondern nur bei den Cortèges am Montag und Mittwoch und an den Abenden, insbesondere am Dienstagabend bei den Gugge-Konzerten. Weiterhin ziehen viele Einzelpersonen und kleine Gruppen durch die Strassen. Die Einzelpersonen werden als «Maske» bezeichnet, die kleinen Gruppen aus Pfeifern und Trommlern als «Schyssdräggziigli». Zudem bewerfen als «Waggis» kostümierte Einzelpersonen oder kleine Gruppen «ahnungslose» Zuschauer mit Konfetti (im Baseldeutsch Räppli genannt) beziehungsweise stopfen es diesen auch mal in die Jacke.
Die meisten Cliquen haben sich für die Fasnacht ein sogenanntes Sujet (französisch für «Thema») vorgenommen, das während der Fasnacht präsentiert wird. Es handelt sich dabei um Themen der Zeitgeschichte, an denen in meist satirischer Form Kritik geübt wird. Die Sujets werden beim Morgestraich auf Laternen dargestellt. Beim Cortège sind auch die Kostüme, Larven und oftmals ein Requisit dem Thema angepasst. Praktisch alle Cliquen verteilen ausserdem passende Zeedel (Handzettel mit ironischen Versen).

## Bräuche und Höhepunkte der Fasnacht

### Morgestraich

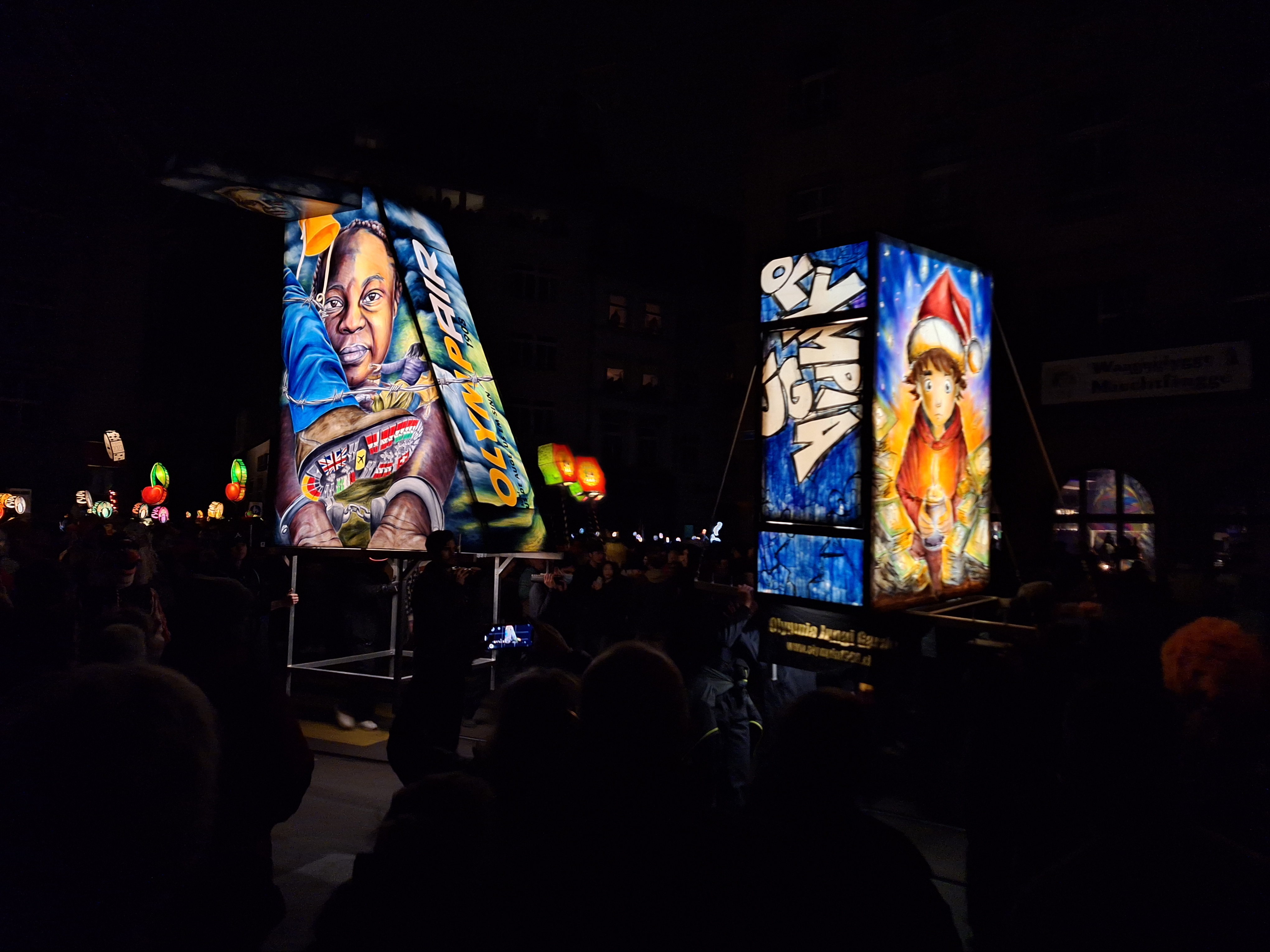
Basler Fasnacht 2025, Laternen, dahinter Kopflaternen am Morgestraich

Der Morgestraich am Montagmorgen um 4 Uhr ist der Auftakt der Fasnacht. Zu diesem Zeitpunkt wird die Innenstadt praktisch vollständig verdunkelt und die Basler Stadtwerke schalten die Strassenbeleuchtung aus. Das einzige Licht kommt von den Laternen der Cliquen, die darauf ihre Sujets präsentieren. Vor den Cliquen wird eine grosse, bis zu 4 m hohe Zuglaterne getragen oder auf einem Wagen gezogen. Die Aktiven tragen zudem eine Kopflaterne. In einigen Cliquen sind diese einheitlich und dienen als Erkennungsmerkmal für die Zugehörigkeit zur Clique, da die Fasnächtler am Morgestraich traditionell keine einheitlichen Kostüme tragen. Diese offene Kleiderordnung wird Charivari genannt.
Auf das Kommando «Morgestraich, vorwärts, Marsch» ihres Tambourmajors setzen sich die Cliquen in Bewegung. Alle Cliquen trommeln und pfeifen zuerst den gleichen Marsch, er trägt dabei den Namen «Morgestraich». Guggenmusiken spielen am Morgestraich keine.
Zum Morgestraich haben Restaurants und Wirtschaften in der Innenstadt geöffnet, viele davon bleiben die gesamten 72 Fasnachts-Stunden durchgehend offen. Tausende von Zuschauern geniessen die traditionellen Fasnachtsspeisen: Mehlsuppe und Zwiebelwähe oder Käsewähe (ein pikanter flacher Kuchen mit Käse, der meist warm gegessen wird).

#### Geschichte

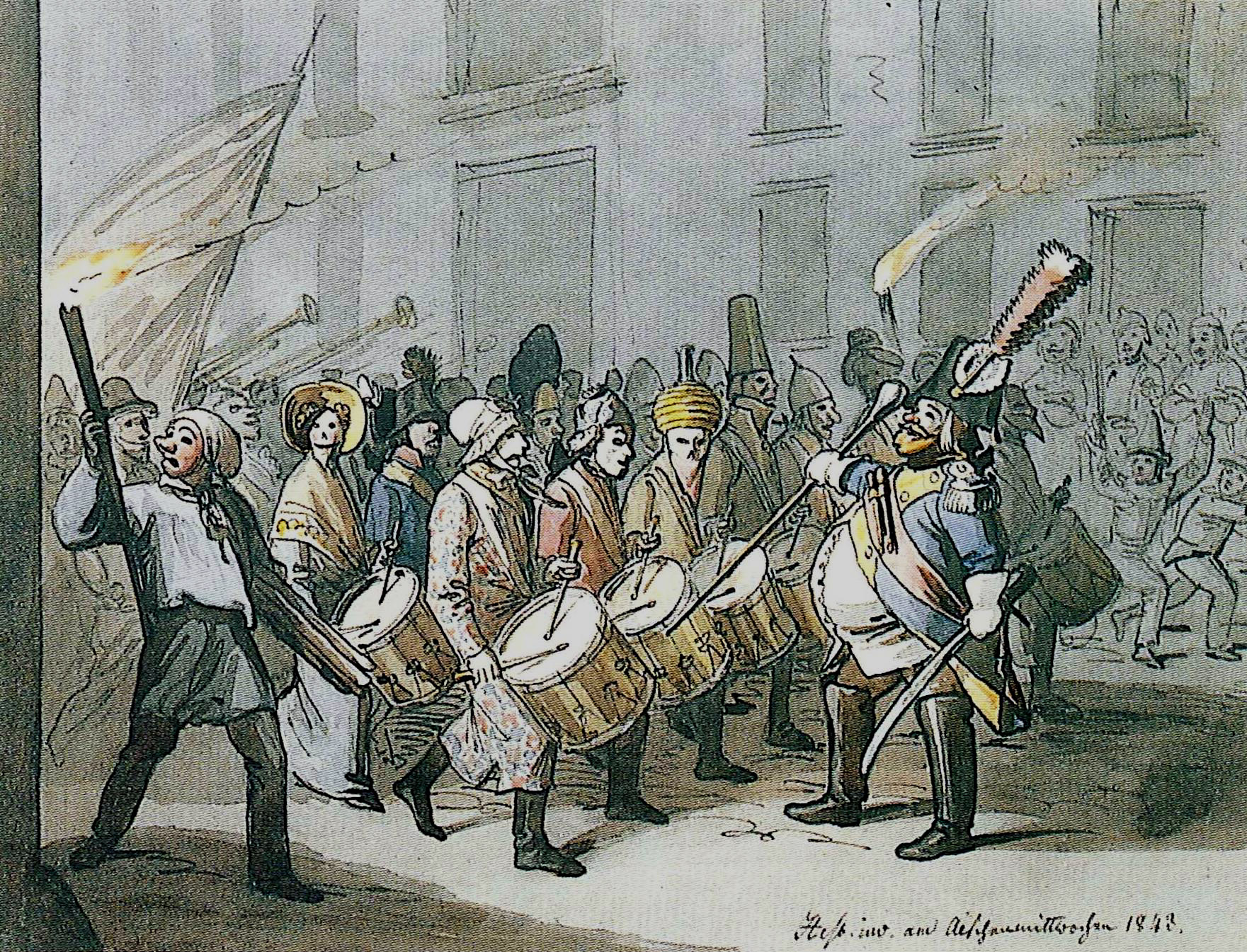
Früheste bekannte Darstellung des Morgenstreichs, gemäss Bildtext am Aschermittwoch(!) 1843. Der Zug wird noch durch Fackeln begleitet. Aquarell von Hieronymus Hess

Der Brauch des Morgenstraichs ist schon aus dem 18. Jahrhundert überliefert, damals noch ohne Laternen, dafür mit Schiessen und anderem Lärm. Das Trommeln war erst ab Tagesanbruch erlaubt, doch hielt man sich nicht immer in gleichem Masse an diese zeitliche Begrenzung. Nach dem Bürgerkrieg von 1833 um die Kantonstrennung wurde die Fasnacht für das Jahr 1834 verboten. 1835 trat eine neue, grosszügigere Fasnachtsverordnung in Kraft, in der das Trommeln am Montagmorgen neu ab 4.00 Uhr erlaubt war. Seither gilt dieser Zeitpunkt als Fasnachtsbeginn und wird auch allgemein eingehalten.
In den ersten Jahren des «offiziell erlaubten» Morgenstraichs wurden die Züge durch Fackelträger begleitet. 1845 wurden die feuergefährlichen Fackeln verboten, worauf sie durch Stablaternen ersetzt wurden. Die grossen Laternen, die heute ein wichtiger Teil des Morgenstraichs sind, kamen erst später dazu.
Morgenstreich oder Sammlung wurde ursprünglich ein militärisches Trommelsignal genannt, mit dem die Truppen zusammengerufen wurden. In Basel nennen die Verordnungen wegen der Fasnachts-Belustigungen erstmals 1808 den Begriff Morgenstreich in Verbindung mit der Fasnacht.

### «Cortèges»

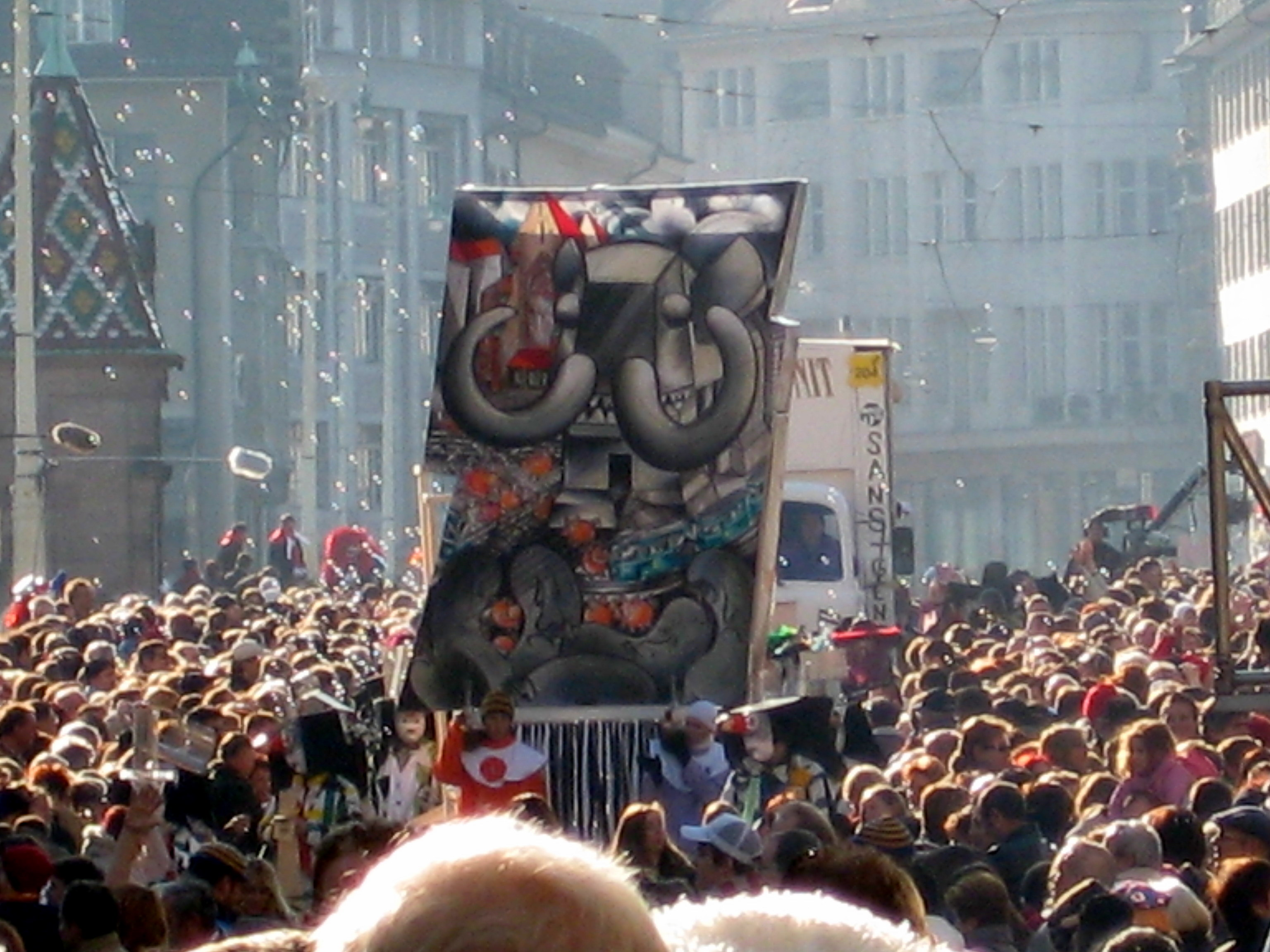
Cortège

Als Cortèges werden die Fasnachts-Umzüge bezeichnet, die am Montag- und Mittwochnachmittag durch die Innenstadt stattfinden. Die Umzüge laufen auf zwei festgelegten Routen, einer inneren und einer äusseren, die gegeneinander verlaufen. Die Umzüge führen nicht, wie zum Beispiel die Rosenmontagszüge in Köln und Mainz, von A nach B, sondern zirkulieren, wobei jede Clique an einem anderen Ort auf der Route beginnt. Dabei ist jeweils zwar ein Abmarschpunkt und eine Abmarschzeit festgelegt, aber Ort und Dauer der Pausen werden spontan selbst bestimmt. Damit gibt es also keine feste Reihenfolge der Cliquen, sondern diese ändert sich immer wieder und ist nicht vorhersehbar. Deshalb legen die Basler denn auch Wert darauf, dass es sich eben gerade nicht um einen Umzug handle. Dass die allgemein benutzte Bezeichnung «Cortège» ein französisches Wort für Umzug ist, wird nicht als Widerspruch empfunden. Eine andere oft gehörte Bezeichnung ist «die Route laufen».
Während der Umzüge zeigen die Wagencliquen ihre meist aufwändig dekorierten Fasnachtswagen, auf denen sie ihre Sujets umgesetzt haben. Von den Wagen werden traditionell Süssigkeiten und Obst an die Kinder verteilt und Blumen, hauptsächlich Mimosen und Rosen, an Mädchen verschenkt. Häufig werden jedoch auch beliebige andere Geschenke, wie zum Beispiel Stofftiere oder auch Gemüse verteilt. Wer allerdings keine «Blaggedde» (Plakette) trägt, braucht gar nicht auf die Wagen loszulaufen, er wird höchstens eine Ladung «Räppli» (Konfetti) erhalten.

### Kinder- und Familienfasnacht

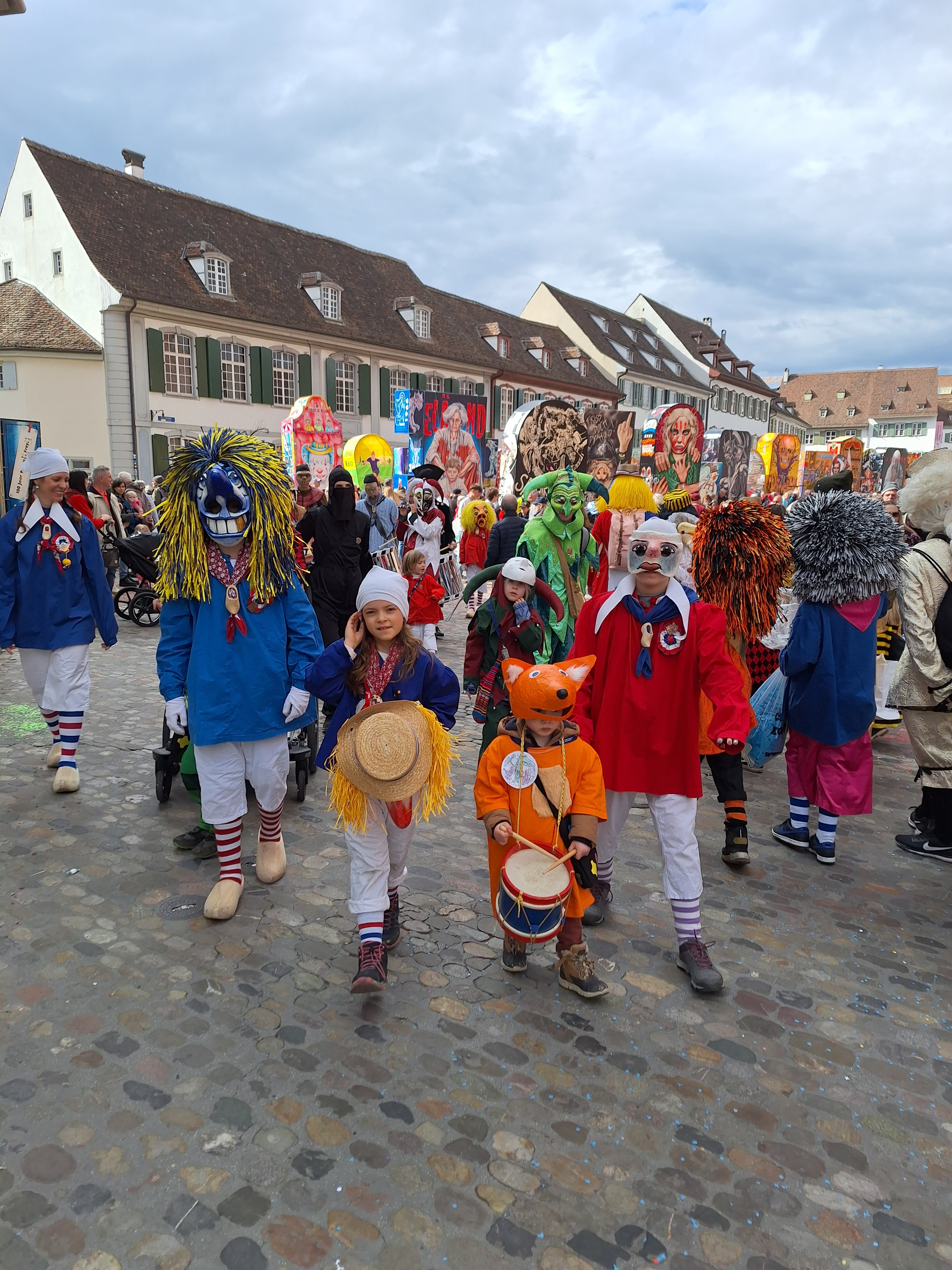
Basler Kinderfasnacht 2025 auf dem Münsterplatz, im Hintergrund Teil der Laternenausstellung

Die Kinder- und Familienfasnacht findet am Dienstag statt. Auch hier gibt es wieder Umzüge durch die Stadt, allerdings zeigen sich nicht die Cliquen in Gruppen, sondern vor allem Familien mit ihren Kindern. Manchmal haben auch befreundete Familien gemeinsam einen Wagen hergerichtet. Wenn die Aktiven aus verschiedenen Cliquen kommen, sieht man die unterschiedlichsten Larven (Masken) beieinander.
Von den Kindern, insbesondere von den Kleinen, wird allerdings noch nicht erwartet, dass sie sich vollständig in schweren Kostümen vermummen. Die häufigsten Verkleidungen neben den traditionellen Figuren sind Cowboys, Prinzessinnen und ähnliche Sujets.

### Gugge-Konzerte

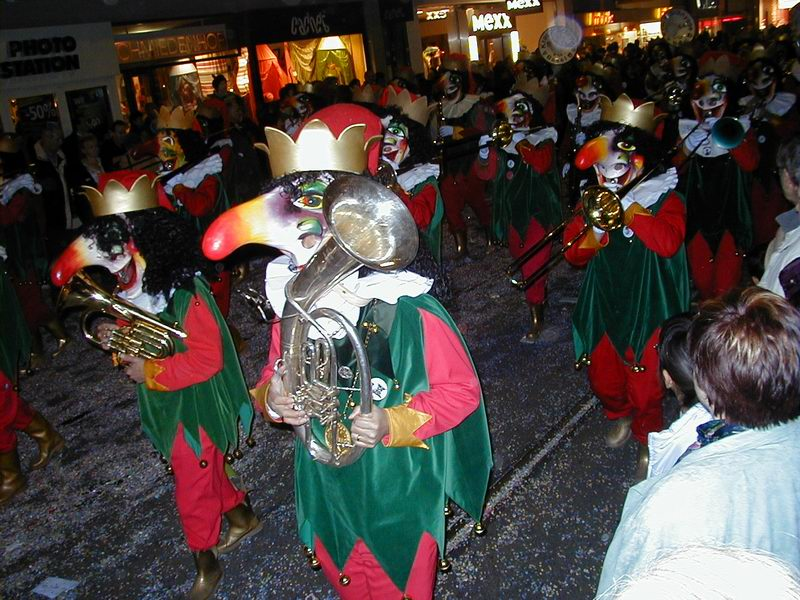
Eine der beliebten Guggenmusiken

Am Dienstagabend gehören die Innenstadt und die grossen Plätze hauptsächlich den Guggenmusiken, die mit ihren Blechblasinstrumenten für Stimmung sorgen. Die Guggenmusik wird von Pauken, grossen und kleinen Trommeln, Xylophonen und anderen Schlaginstrumenten rhythmisch unterlegt; die Blechbläser (Trompeten, Posaunen, Tubas u. a.) spielen nicht mit einer reinen Intonation, sondern absichtlich «falsch» bzw. «schräg». Auf dem Markt- und dem Barfüsserplatz werden grosse Bühnen für die abendlichen Konzerte errichtet, die jeweils von mehreren Tausend Zuschauern besucht werden. Die Formationen, die an diesen Konzerten auftreten, ziehen, ausgehend vom Messeplatz, in einem grossen Umzug musizierend über die Mittlere Rheinbrücke nach Grossbasel. Ausser auf den zwei grossen Konzertbühnen finden auch an anderen Orten kleinere Konzerte der anderen Formationen statt. Nach diesen Konzerten ziehen die Musiken frei durch die Strassen und Gassen und geben sporadische Ständchen, teilweise finden aber auch Auftritte in Gaststätten und Lokalen statt. Die Trommler- & Pfeifer-Gruppen (Cliquen) ziehen sich in dieser Zeit überwiegend in die Seitengassen und Aussenquartiere der Stadt zurück.

### Laternenausstellung

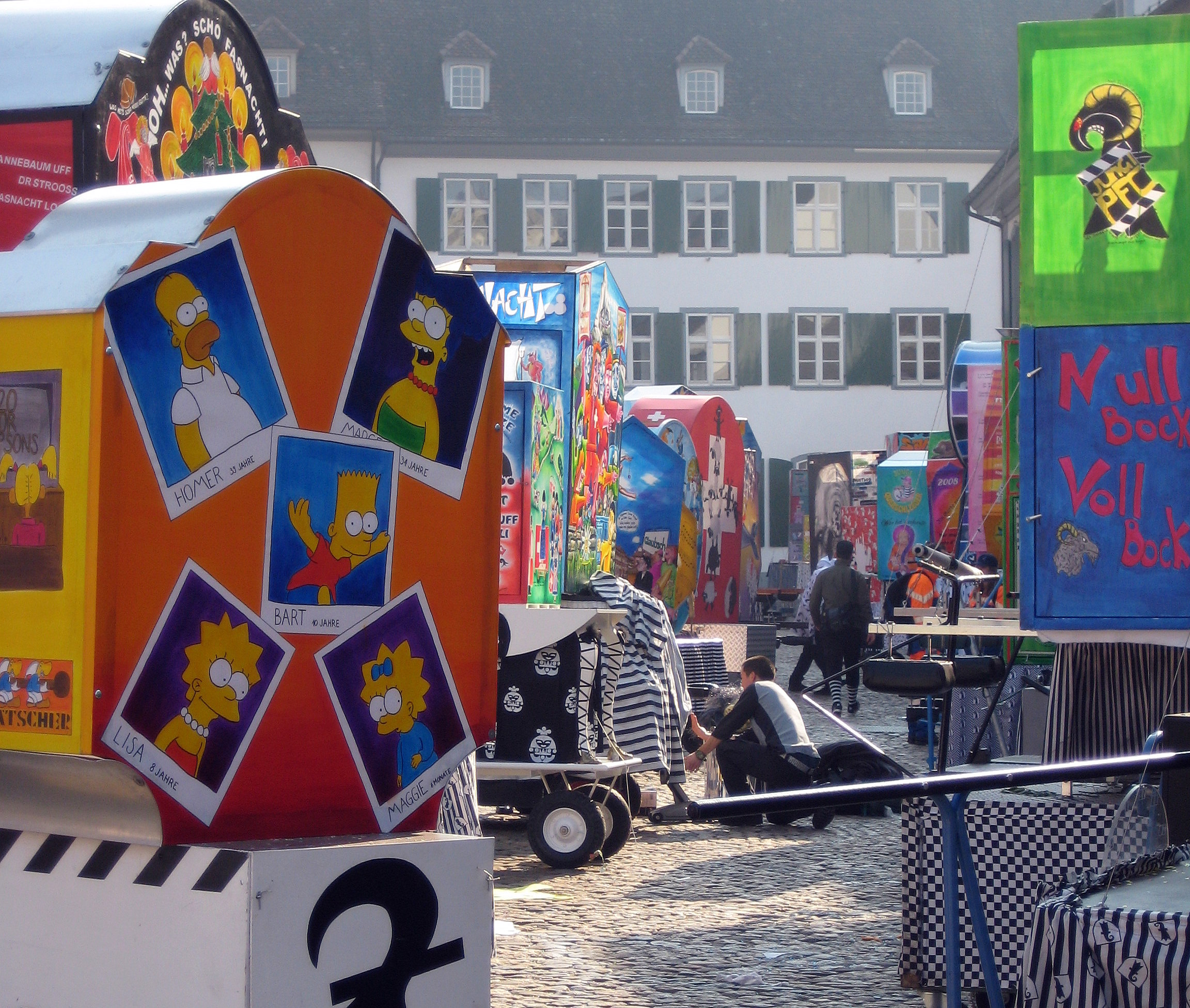
Laternenausstellung auf dem Münsterplatz

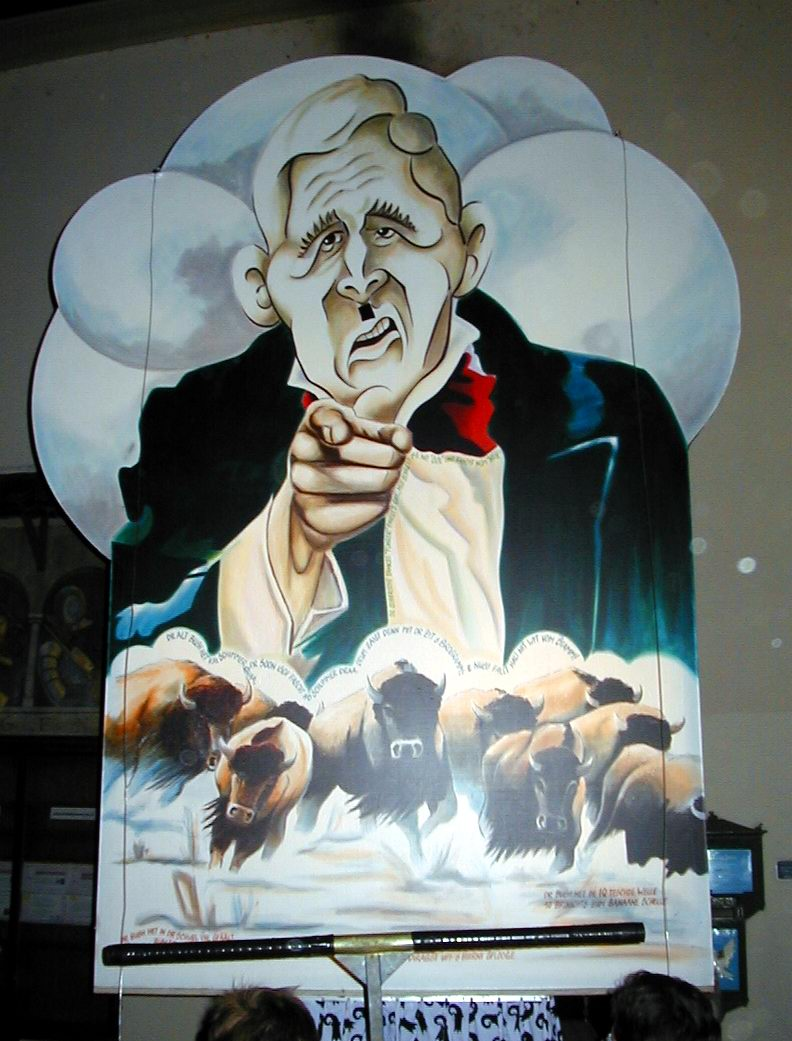
2003 war George W. Bush ein beliebtes Sujet auf den Laternen

Von Montagabend bis Mittwochmorgen sind auf dem Platz vor dem Basler Münster sämtliche Laternen – rund 200 – der Fasnachts-Cliquen ausgestellt. Die Laternen werden abends beleuchtet; die zum Teil stark sarkastischen Verse auf ihnen sind meist im Dialekt formuliert.

### Wagen- und Requisitenausstellung
Ebenfalls von Montagabend bis Mittwochmorgen findet auf dem Kasernenareal die Ausstellung von Wagen und Requisiten statt. Aufgrund des beschränkten Platzangebotes können lediglich 25 der 120 am Cortège teilnehmenden Wagen ausgestellt werden. Dazu kommen rund 40 Requisiten der verschiedensten Gruppierungen. Am Dienstagnachmittag können Kinder auf einem kleinen Waggis-Wagen eine kleine Fahrt unternehmen und sollen so an die Fasnachtsfigur «Waggis» herangeführt werden.

### «Schnitzelbängg» und «Zeedel»
Der Schnitzelbank (auf Baseldeutsch: «dr Bangg») knüpft von der Tradition her an die Bänkelsänger an. Die Schnitzelbanksänger machen sich auf ironisch- bis sarkastisch-witzige Weise, mit Baseldeutsch gesungenen Texten, teilweise instrumental begleitet, über Ereignisse des abgelaufenen Jahres lustig. Unterstützt wird ihr Beitrag meist durch Illustrationen, die als Schautafeln auf einem «Helgen» präsentiert werden.
Man kann den Schnitzelbank nur im weitesten Sinn als Basler Entsprechung zur Büttenrede auffassen; jener entsprechen eher die «Zeedel», die Zettel mit den in Versform erklärten bzw. glossierten Sujets, welche die Fasnachtscliquen am Cortège an das Publikum am Strassenrand verteilen.
Die Schnitzelbanksänger treten regulär am Montag- und Mittwochabend in den Cafés und Wirtschaften auf. Viele hört man heute jedoch auch am Dienstag, allerdings dann nur in den Cliquen-Kellern, den paragastronomischen Lokalen der Fasnachtsgesellschaften.

### «Gässle»

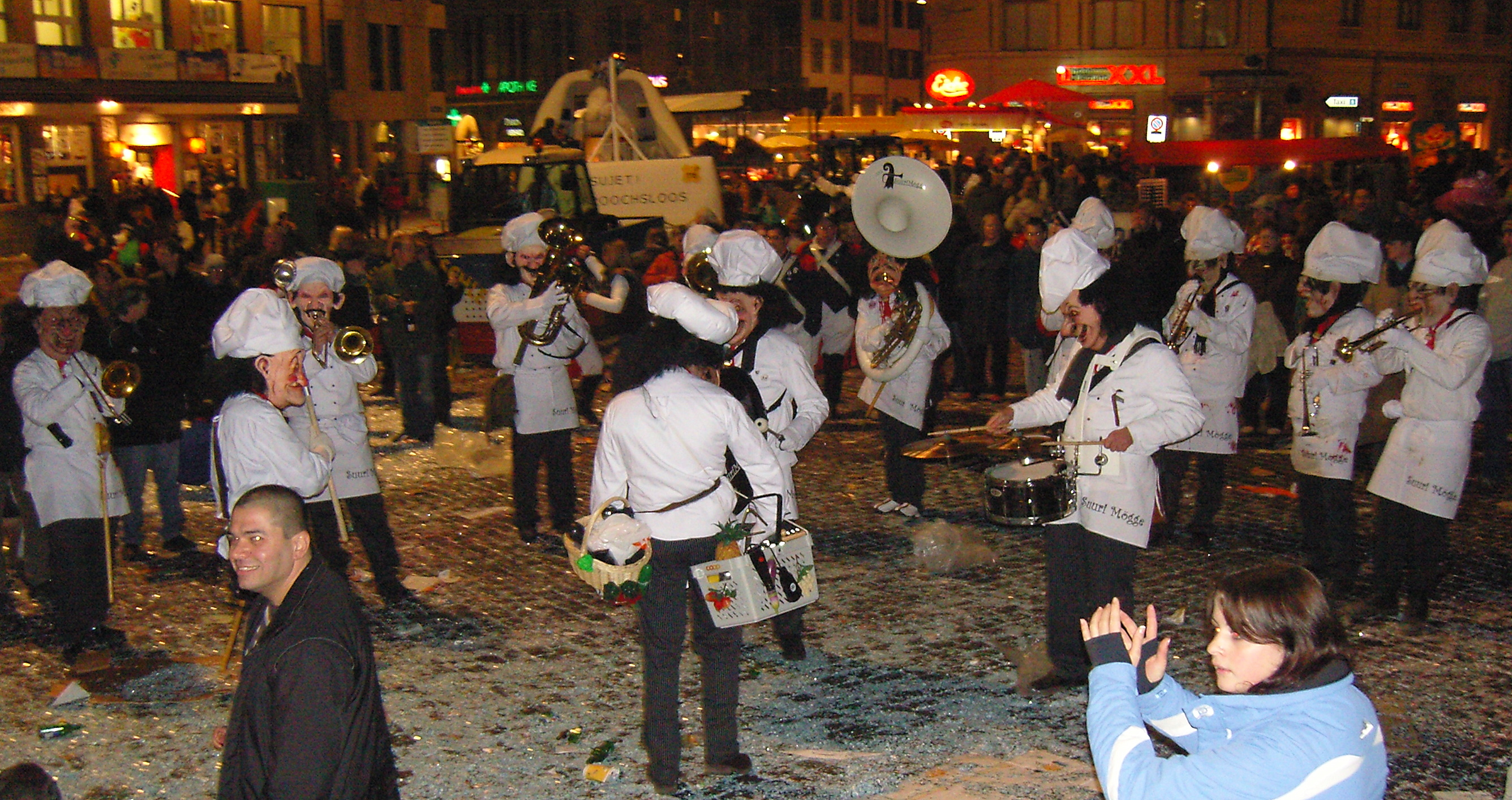
Platzkonzert einer Guggemusik

Neben den mehr oder weniger organisierten Anlässen wie «Morgestraich», Cortèges (Umzüge) und Guggenkonzerte existiert eine freie Form der Basler Fasnacht, das sogenannte «Gässle». Diese Tätigkeit findet theoretisch während der ganzen 72 Stunden der Basler Fasnacht statt, ist aber während des Morgestraichs und den Cortèges sowie an den drei Fasnachtsvormittagen de facto inexistent (am Morgestraich sind die Cliquen bereits eingespannt und die Guggenmusiken nicht zugelassen, am Cortège sind praktisch alle Aktiven engagiert, an den Vormittagen wird ausgeruht oder gearbeitet). Die intensivste Zeit des Gässle ist daher an den drei Fasnachtsabenden und -nächten sowie den ganzen Dienstag (am Donnerstag bis punkt 4.00 Uhr). Beim Gässle sind die Cliquenformationen weitgehend aufgelöst, Fasnächtler verschiedener Cliquen oder nicht einer Clique zugehörige Fasnächtler treffen sich zu kleinsten, kleineren bis mittelgrossen Verbänden und ziehen trommelnd und pfeifend ohne festen Routenplan durch die Gassen der Innenstadt (daher «Gässle»). Die Guggenmusiken bleiben üblicherweise in ihrer Formation (aufgrund der unterschiedlichen Instrumente und Repertoires lassen sich schlecht ad hoc neue Verbände bilden) und ziehen musizierend durch die grösseren Strassen der Innenstadt. Ebenso bleiben die Stammcliquen während des Montag- und Mittwochabends in ihrer Formation. Zwar stimmen die Instrumente der Cliquen überein, jedoch gibt es im Repertoire sowie in der Interpretation der einzelnen Märsche Unterschiede. Von Beiz zu Beiz unterwegs sind ferner die Schnitzelbängge. Anzutreffen sind ferner auch parodierende «Waggis», in der Regel mit einem grossen Sack «Räppli» (Konfetti) ausgerüstet.

### «Ändstraich»
Der Ändstraich («Endstreich») markiert das Ende der Basler Fasnacht. Dieser weitgehend unorganisierte Anlass findet in den letzten Minuten vor 4 Uhr am Donnerstagmorgen statt. Die Aktiven kehren im Verband ihrer Clique vom «Gässle» zurück, wobei jede Clique einen anderen Treffpunkt in der Innenstadt wählt. Ein letztes Mal wird im Verband oft in Kreisformation mit der Laterne (falls vorhanden) in der Mitte ein Marsch gepfiffen und getrommelt und «Frau Fasnacht» verabschiedet. Beim Glockenschlag punkt 4 Uhr verstummen die Instrumente und die Larven werden abgezogen. Die Aktiven ziehen sich nun zum Frühstück entweder in Restaurants oder in ihre Cliquenkeller zurück, um anschliessend nach Hause zu gehen.

### «Räppli» (Konfetti) werfen
Nach den Darstellungen lokaler Historiker ist das Werfen von «Räppli» ein typischer Basler Brauch, der sich von dort aus weiter verbreitet hat. Dies ist zwar nicht eindeutig belegbar, jedoch werden in Basel während der «drei schönsten Tage» deutlich mehr «Räppli» verbraucht als beispielsweise in Mainz oder Köln.
Als Konfetti («kleines Konfekt») wurden ursprünglich Zuckerkügelchen bezeichnet, die auf den Umzügen verteilt bzw. in die Menge geworfen wurden. Dies wurde jedoch im 19. Jahrhundert verboten. Bis zu diesem Verbot war statt der Konfetti auch die Verwendung von Spreu üblich. Als Ersatz dafür griff man auf Papierschnipsel zurück. Als Zuschauer muss man stets auf der Hut sein, dass man nicht von einem Fasnächtler mit Räppli überhäuft oder gar «ausgestopft» (grosse Mengen Konfetti werden unter die Kleidung appliziert) wird. Es ist ungeschriebene Regel, dass aktiven Fasnächtlern (in Kostüm und Larve) keine Räppli angeworfen werden. Als beliebtes Ziel gelten allerdings Zuschauer, welche keine Plakette tragen.
Auf den Routen der Cortèges bedecken die Räppli am Abend den Boden zentimeterhoch. Jeweils am nächsten Morgen hat die Basler Stadtreinigung das Papier weitgehend eingekehrt und weggefahren.
In Basel werden nur einfarbige «Räppli» in Säcken verkauft. Dies geschieht aus hygienischen Gründen, um das Aufheben der «Räppli» vom Boden, auf dem sich die Farben mischen, zu verhindern. Wer also in Basel gemischtfarbige Räppli wirft, hat sie vom Boden aufgelesen.
Im Gegensatz zu Basel gibt es bei der Luzerner Fasnacht zum Urknall einen grossen Konfettiregen, den sogenannten «Fötzeliräge», bei welchem explodierende Säcke über der Menge Zeitungsschnipsel niederregnen lassen.

### Publikum/Verhaltensregeln
Anders als beim deutschen Karneval kommt dem Publikum – also sämtlichen Personen, die nicht mit Kostüm und Larve (Maske) voll kostümiert sind und üblicherweise einer Basler Fasnachtsgesellschaft angehören – eine äusserst passive Rolle zu. Geschminkte Gesichter, Verkleidungen und andere «lustige» Accessoires sind stark verpönt. Typischerweise trägt das Publikum übliche Strassenkleidung und gibt die Zugehörigkeit zur Fasnacht nur durch das Tragen der offiziellen Fasnachtsplakette zu erkennen. An den beiden Cortèges (Umzügen) ist es dem Publikum gestattet, um Süssigkeiten, Orangen oder Blumen zu bitten und sich hierfür mehr oder weniger aufzudrängen (was jedoch auch zu einer Ladung «Räppli» führen kann). Während der Cortèges und dem «Morgestraich» hat sich das Publikum am Strassenrand aufzuhalten, in den übrigen Zeiten ist den frei umhermarschierenden Cliquen der Vortritt zu gewähren.
Die musikalischen und humoristischen Darbietungen werden in der Regel schweigend genossen, Unterstützungen durch Mitsingen oder rhythmisches Klatschen (abgesehen vom Applaus) finden nur ausnahmsweise statt. Das Fotografieren mit Blitzlicht am Morgestraich wird äusserst ungern gesehen, da dadurch die Atmosphäre erheblich gestört wird. Ausserdem ist es vor allem für die Aktiven äusserst lästig und unangenehm, durch die schmalen Sehschlitze der Larven vom Blitzlicht geblendet zu werden, zumal sich in den verdunkelten Strassen mit dem verdeckten Gesicht ohnehin nicht viel erkennen lässt.
Auch wenn während der Basler Fasnacht Alkohol konsumiert wird, gibt es keine feuchtfröhliche Stimmung. Der übermässige Genuss von Alkohol ist, insbesondere bei vielen «Aktiven», verpönt.
Die Teilnahme an den offiziellen Fasnachtsanlässen wie «Morgestraich», Cortèges und «Guggekonzärt» ist auf die offiziell angemeldeten Basler Fasnachtsgesellschaften beschränkt. Auswärtigen Gruppierungen – wie auch dem übrigen Publikum – ist die (aktive) Teilnahme untersagt, sie können jedoch, sofern sie die Mindestregeln der Basler Fasnacht (Vollkostüm mit Larve, als Musikinstrumente nur Basler Trommel, Piccolo oder Gugge; Fasnachtsplakette) beachten, auf eigene Initiative am «Gässle» (individuelle Fasnacht) teilnehmen. Auswärtigen steht es zudem frei, in einer Basler Fasnachtsgesellschaft Mitglied zu werden; ein Grossteil ihrer Mitglieder stammt bereits heute nicht aus der Stadt Basel, sondern aus dem Umland.

## Organisation und Finanzierung, Blaggedde
Seit 1911 wird die Fasnacht vom Fasnachts-Comité organisiert, das in allen Fragen der Fasnacht als offizieller Ansprechpartner fungiert. Das Comité gibt seit 1911 auch die Fasnachts-Plaketten («Blaggedde») heraus. Diese gab es 2023 in fünf verschiedenen Ausführungen zu Preisen zwischen 10 und 100 Franken (Kupfer: 10 Franken, Silber: 20 Franken, Gold: 50 Franken, Bijou (Echtsilber mit Vergoldung): 100 Franken und Ueli: 20 Franken). Der Reinerlös wird an die Fasnachtsgruppen weitergegeben. Es wird zwar von Besuchern nicht explizit verlangt, aber erwartet, dass sie eine Plakette kaufen, um die Finanzierung der Gruppen weiterhin sicherzustellen. Die Blaggedde wird seit 1939 von der Firma René F. Müller AG («Blaggedde-Müller») hergestellt.

## Fasnacht in Zahlen
2004 waren beim Fasnachts-Comité über 480 Einheiten gemeldet, darunter 141 Cliquen, Stammvereine, Gruppen, 141 Wagencliquen und Chaisen (Kutschen), 61 Guggenmusik-Gruppen, 86 Pfeifer- und Tambouren-Gruppen sowie 55 Einzelmasken und kleine Grüppchen. Insgesamt nahmen somit mehr als 12'000 organisierte Fasnächtler teil, hinzu kamen noch etwa 6'000 «wilde» Fasnächtler, die nicht in einer Clique oder Gruppe organisiert sind. Insgesamt 185 Zuglaternen wurden mitgetragen oder auf einem fahrbaren Gestell mitgezogen.

## Vor und nach der Fasnacht
Zahlreiche Aktivitäten finden vor der Fasnacht und nach der Fasnacht statt. Folgender Überblick fasst die wichtigsten wiederkehrenden Ereignisse zusammen.

### Vorfasnachtsveranstaltungen
Vorfasnachtsveranstaltungen sind oft Plattform für fasnachtsübergreifende Experimente, so zum Beispiel Fasnachts-Musicals oder Konzerte mit Fasnachts- und Nicht-Fasnachtsinstrumenten. Die folgende Auflistung zeigt die bekanntesten wiederkehrenden Veranstaltungen.
- Zofingerconzärtli der Studentenverbindung Zofingia (die älteste Vorfasnachtsveranstaltung)
- Mimösli im Kulturhuus Häbse (vormals Häbsetheater)
- Offizielles Preistrommeln und -pfeifen
- Pfyfferli im Theater Fauteuil
- Charivari im Volkshaus
- Räppli-Serenade im Rheinpark (2005 wurde durch die organisierenden Vereine beschlossen, dass die Räppli-Serenade nicht mehr durchgeführt wird.)
- Stubete im Restaurant «Atlantis»
- Kinder-Charivari im Theater Basel
- Laaferi in der Eventhalle Messe Basel
- Monster-Trommelkonzert «Drummeli» im Musical Theater Basel
- Fasnachtsbändeli (für Kinder und Familien), Theater Arlecchino
- S Ridicule in der Helmut Förnbacher Theater Company im Badischen Bahnhof
- Wirrlete, Vorfasnachtssatire (alle zwei Jahre, seit 2006)

### Laternen einpfeifen
Das «Ladärne yypfyffe» (Laternen einpfeifen) findet am Sonntagabend vor der Fasnacht statt. Dabei werden die (meist) noch verhüllten Laternen vom Atelier, wo sie gefertigt wurden, bei Fasnachtsbeginn an den Abmarschort in der Innenstadt getragen oder gezogen. Begleitet werden sie dabei von Pfeifern. Die Tambouren (Trommler) lassen an diesem Anlass ihre Instrumente zuhause.

### Laternen verabschieden

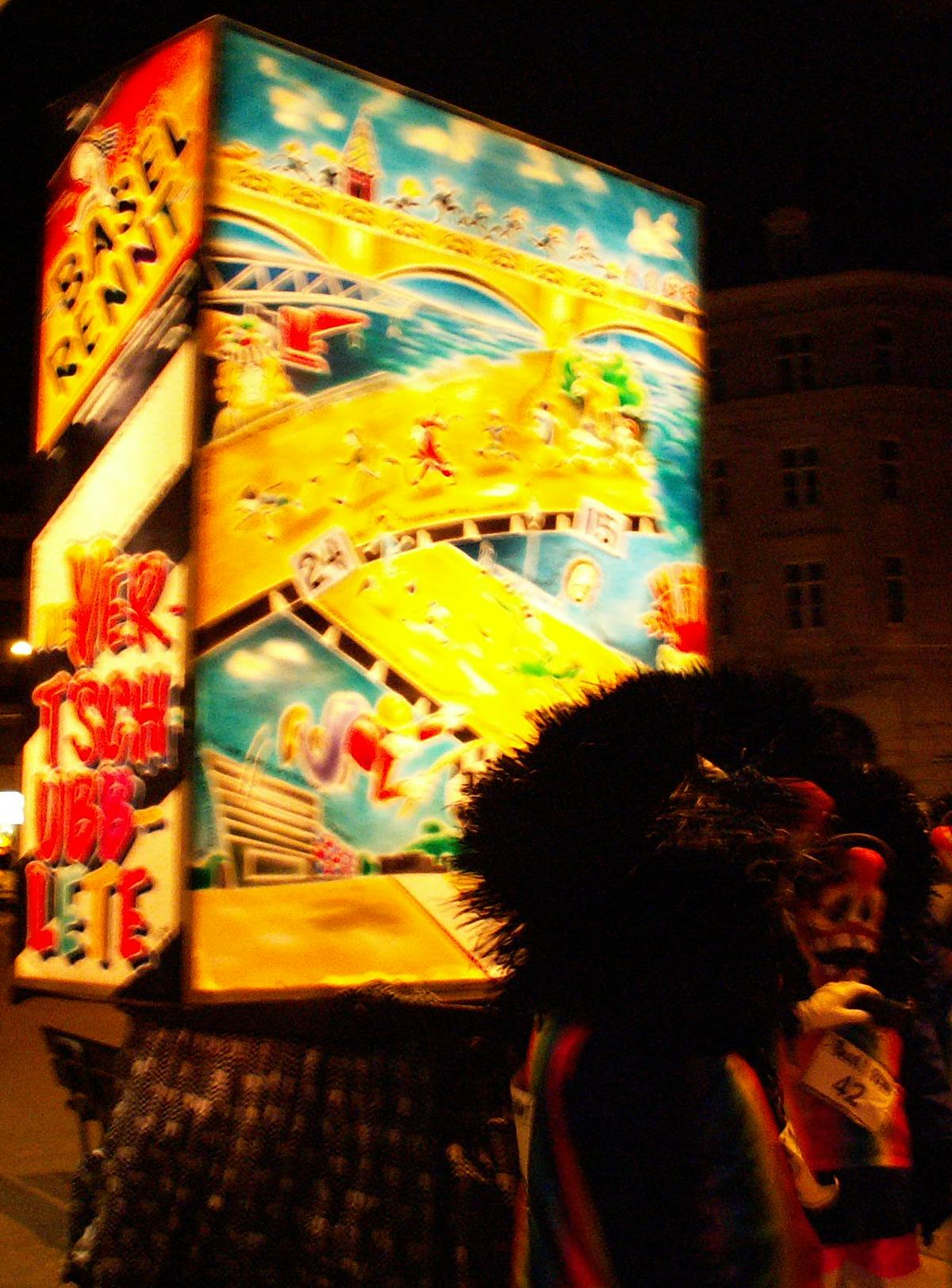
Stimmungsvolle Laternenverabschiedung

Das «Ladärne verabschiide» (Laternen verabschieden) findet in der Nacht auf Donnerstag der Fasnacht statt. Dabei wird ein cliquenspezifisches Ritual durchgespielt. Meistens bildet die ganze Clique einen Kreis um ihre «Ladärne» (Laterne) und intoniert den Wettsteinmarsch, die Tagwacht, die Retraite, den Basler Marsch, «Le lancier» oder eine andere Komposition. Während des Vortrags werden die Lichter im Laterneninneren langsam gelöscht. Meistens findet dieses Ritual um Punkt 4.00 Uhr zum Abschluss der Fasnacht statt, manchmal aber auch früher im Laufe des Abends, und das normalerweise vor dem jeweiligen Stammlokal.

### Kehrausball
Am Samstag nach der Fasnacht finden verschiedene Maskenbälle statt, die allgemein unter dem Namen Kehrausball (Kurz und baslerisch: Kehruus) bekannt sind. Zudem veranstalten viele Cliquen einen cliqueninternen Kehrausball in ihren Cliquenkellern.

### «Bummelsonntage»
Nach der Fasnacht begeben sich alle Cliquen (und auch Guggenmusiken) an einem der drei folgenden Sonntage auf den sogenannten Bummel. Dieser ist der Abschluss des Fasnachtsjahres und wird meist in Form einer kleinen Reise und eines Restaurantbesuchs durchgeführt. Abends, nach der Rückkehr nach Basel, ziehen die Fasnächtler in Strassenkleidern (unmaskiert und unverkleidet) durch die Basler Innenstadt, speziell immer auch die ganze Freie Strasse hinunter (die wichtigste Strasse der Innenstadt).

## Immaterielles Kulturerbe
Die Basler Fasnacht ist eines der immateriellen Kulturgüter, die die Schweiz in ihre 2011 erstellte Liste der lebendigen Traditionen in der Schweiz aufgenommen hat. 2017 wurde sie von der UNESCO in die internationale Repräsentative Liste des immateriellen Kulturerbes der Menschheit eingetragen. In der Würdigung heisst es unter anderem:

„Die Fasnacht trägt zum sozialen Zusammenhalt bei, fördert Toleranz durch Sozialkritik und hilft, den lokalen Dialekt zu bewahren. Die Weitergabe der Tradition erfolgt formlos in Familien, die über mehrere Generationen hinweg daran teilnehmen.“

## Trivia
- Im Jahr 1920 konnte die Fasnacht wegen einer Grippewelle erst vier Wochen später stattfinden.[10]
- Während des Zweiten Weltkriegs fand keine Fasnacht statt. Am 11. März 1946 zogen, nach sechs Jahren kriegsbedingtem Unterbruch, wieder Cliquen durch die Stadt. Ab 1933, der Machtübernahme der NSDAP, stand die Fasnacht schon unter polizeilicher Kontrolle, man befürchtete die «öffentliche Beschimpfung eines fremden Volkes oder seines Souveräns oder einer fremden Regierung».[11]
- Aufgrund einer falsch gestellten Uhr bei den Basler Stadtwerken wurde die Strassenbeleuchtung 2002 schon um 3.59 Uhr gelöscht.
- 2006 fielen in der Nacht vom Samstag auf den Sonntag vor dem Morgestraich binnen weniger Stunden 50 cm Neuschnee, und es bedurfte grosser Anstrengungen, Basel innerhalb weniger Stunden fasnachtstauglich zu machen. Nie fand eine Fasnacht mit mehr Schnee statt. 50 cm ist im Übrigen die dritthöchste je gemessene Schneemenge und die bisher höchste Neuschneemenge innerhalb 24 Stunden in Basel.
- 2020 wurde die Basler Fasnacht wegen der Coronavirus-Epidemie wenige Tage vorher abgesagt. Sie hätte vom 2.–4. März stattfinden sollen. Der Bundesrat verbot sämtliche Grossveranstaltungen.[12] In Folge konnte die Fasnacht auch 2021 nicht stattfinden.[13] Einzig einige Aufnahmen von Schnitzelbänklern wurden/werden von Telebasel und dem Schweizer Radio und Fernsehen ausgestrahlt.[14]
- Es gab auch immer wieder Zensur. So mussten in den 1930er- und 1940er-Jahren gewisse Laternen geändert werden, da diese als zu provokativ angesehen wurden. Beispielsweise musste 1939 die Laterne der «Schnurebegge», welche Hitler und Mussolini zeigte, übermalt werden.[15]